# Nani
Nani, właśc. Luís Carlos Almeida da Cunha (ur. 17 listopada 1986 w Amadorze) – portugalski piłkarz, który występował na pozycji pomocnika. W latach 2006–2017 wielokrotny reprezentant Portugalii. Złoty medalista Mistrzostw Europy 2016. Uczestnik Mistrzostw Świata 2014 oraz Mistrzostw Europy 2008, 2012 i 2016 Najwięcej występów w swojej karierze zaliczył dla angielskiego Manchesteru United.

## Kariera
Piłkarską karierę Nani zaczynał w małym klubie Real Sport Clube de Massamá, a niedługo potem trafił do szkółki juniorów Sportingu CP, a w 2005 roku do pierwszej drużyny Sportingu. Ten grający z numerem 17 zawodnik dobrze wprowadził się do drużyny i w całym sezonie zdobył 6 bramek (5 w pierwszej lidze i 1 w krajowym pucharze). Jego talent jest obecnie porównywalny z Cristiano Ronaldo oraz Ricardo Quaresmą, a kibice znają go również z efektownych akrobacji po zdobyciu bramki. Co prawda w swoim premierowym sezonie mało grał w pierwszym składzie, ale bardzo często był zmiennikiem Carlosa Martinsa na prawym skrzydle. W nowym sezonie 2006/2007 Nani robi prawdziwą furorę. W pierwszych dwóch kolejkach sezonu zdobywał bramki – w wygranych meczach 3:2 z Boavistą Porto oraz 1:0 z CD Nacional. Natomiast w meczu 2. kolejki Ligi Mistrzów zdobył jedynego gola dla Sportingu w zremisowanym 1:1 wyjazdowym meczu ze Spartakiem Moskwa.
31 maja 2007 został kupiony przez Manchester United za około 17 milionów funtów (25 mln euro).
Nani przygodę z kadrą zaczynał jeszcze jako zawodnik młodzieżówki. Z reprezentacją Portugalii Under-21 brał udział w Młodzieżowych Mistrzostwach Europy w 2006 roku, których to Portugalia była gospodarzem. W drużynie tej grał między innymi ze swoimi klubowymi kolegami João Moutinho i Custódio. Po udanych dla Portugalii Mistrzostwach Świata w Niemczech Luiz Felipe Scolari po rezygnacji Luísa Figo i Pedro Paulety z występów w kadrze postanowił powołać Naniego na towarzyskie spotkanie z Danią. Duńczycy wygrali ten mecz 4:2, Nani rozegrał całe spotkanie, a w 65. minucie meczu pokonał Thomasa Sørensena strzałem z rzutu wolnego. Nani zagrał także w kolejnych meczach kadry w ramach eliminacji do Mistrzostw Europy 2008 przeciwko Finlandii (1:1), Azerbejdżanowi (3:0) oraz Polsce (1:2), w każdym z nich wchodząc na boisku w drugiej połowie.
26 marca 2010 roku przedłużył kontrakt z Manchesterem United o cztery lata.
8 czerwca 2010 roku Portugalska Federacja Piłki Nożnej (FPF) oficjalnie poinformowała, iż skrzydłowy Manchesteru United, z powodu kontuzji barku, nie wystąpi na Mistrzostwach Świata w RPA. Zastąpił go Rúben Amorim z Benfiki Lizbona.
2 lipca 2015 r. Fenerbahçe SK ogłosił, że zawodnik podpisze kontrakt z klubem. 5 lipca 2015 r. przeszedł testy medyczne i podpisał trzyletni kontrakt z klubem.
5 lipca 2016 roku został piłkarzem Valencii.
31 sierpnia 2017 roku został wypożyczony do S.S. Lazio z opcją wykupu.
Włoskie S.S. Lazio ostatecznie zrezygnowało z kupna pomocnika. Ostatecznie został zaprezentowany jako piłkarz portugalskiego Sportingu w dniu 5 lipca 2018 roku. od 2019 występuje w amerykańskim klubie Orlando City.
8 grudnia 2024 roku zakończył piłkarską karierę.

## Statystyki kariery
Stan na 21 lipca 2018.
| Klub               | Sezon              | Liga  | Liga | Puchar | Puchar | Puchar ligi | Puchar ligi | Europa | Europa | Inne  | Inne | Razem | Razem |
| Klub               | Sezon              | Mecze | Gole | Mecze  | Gole   | Mecze       | Gole        | Mecze  | Gole   | Mecze | Gole | Mecze | Gole  |
| Sporting CP        | 2005/06            | 29    | 4    | 5      | 1      | -           | -           | 2      | 0      | 0     | 0    | 36    | 5     |
| Sporting CP        | 2006/07            | 29    | 5    | 5      | 0      | -           | -           | 6      | 1      | 0     | 0    | 40    | 6     |
| Sporting CP        | Razem              | 58    | 9    | 10     | 1      | -           | -           | 8      | 1      | 0     | 0    | 76    | 11    |
| Manchester United  | 2007/08            | 26    | 3    | 2      | 1      | 1           | 0           | 11     | 0      | 1     | 0    | 41    | 4     |
| Manchester United  | 2008/09            | 13    | 1    | 2      | 2      | 6           | 3           | 7      | 0      | 3     | 0    | 31    | 6     |
| Manchester United  | 2009/10            | 23    | 4    | 0      | 0      | 2           | 0           | 8      | 2      | 1     | 1    | 34    | 7     |
| Manchester United  | 2010/11            | 33    | 9    | 3      | 0      | 0           | 0           | 12     | 1      | 1     | 0    | 49    | 10    |
| Manchester United  | 2011/12            | 29    | 8    | 1      | 0      | 0           | 0           | 9      | 0      | 1     | 2    | 40    | 10    |
| Manchester United  | 2012/13            | 11    | 1    | 5      | 1      | 1           | 1           | 4      | 0      | 0     | 0    | 13    | 1     |
| Manchester United  | 2013/14            | 11    | 0    | 0      | 0      | 1           | 0           | 1      | 1      | 0     | 0    | 13    | 1     |
| Manchester United  | 2014/15            | 1     | 0    | 0      | 0      | 0           | 0           | 0      | 0      | 0     | 0    | 1     | 0     |
| Manchester United  | Razem              | 147   | 25   | 13     | 4      | 11          | 4           | 52     | 4      | 7     | 3    | 228   | 40    |
| Sporting CP (wyp.) | 2014/15            | 27    | 7    | 0      | 0      | -           | -           | 7      | 4      | 0     | 0    | 34    | 11    |
| Sporting CP (wyp.) | Razem              | 85    | 16   | 10     | 1      | -           | -           | 15     | 5      | 0     | 0    | 110   | 22    |
| Fenerbahçe SK      | 2015/16            | 28    | 8    | 0      | 0      | -           | -           | 0      | 0      | 9     | 1    | 37    | 9     |
| Fenerbahçe SK      | Razem              | 28    | 8    | 0      | 0      | -           | -           | 0      | 0      | 9     | 1    | 37    | 9     |
| Valencia CF        | 2016/17            | 25    | 5    | 1      | 0      | -           | -           | 0      | 0      | 0     | 0    | 26    | 5     |
| Valencia CF        | Razem              | 25    | 5    | 1      | 0      | -           | -           | 0      | 0      | 0     | 0    | 26    | 5     |
| S.S. Lazio (wyp.)  | 2017/18            | 18    | 3    | 1      | 0      | -           | -           | 2      | 0      | 0     | 0    | 21    | 3     |
| S.S. Lazio (wyp.)  | Razem              | 18    | 3    | 1      | 0      | -           | -           | 2      | 0      | 0     | 0    | 21    | '3    |
| Łącznie w karierze | Łącznie w karierze | 357   | 66   | 25     | 5      | 17          | 5           | 69     | 9      | 8     | 4    | 498   | 71    |

## Sukcesy

### Sporting CP
- Puchar Portugalii: 2006/07, 2014/15

### Manchester United
- Klubowe mistrzostwo świata: 2008
- Liga Mistrzów UEFA: 2007/08
- Mistrzostwo Anglii: 2007/08, 2008/09, 2010/11, 2012/13
- Puchar Ligi Angielskiej: 2008/09
- Tarcza Wspólnoty: 2007, 2008, 2010, 2011

### Reprezentacyjne
- Mistrzostwa Europy 2016:  Złoto